# Mechlin (województwo wielkopolskie)

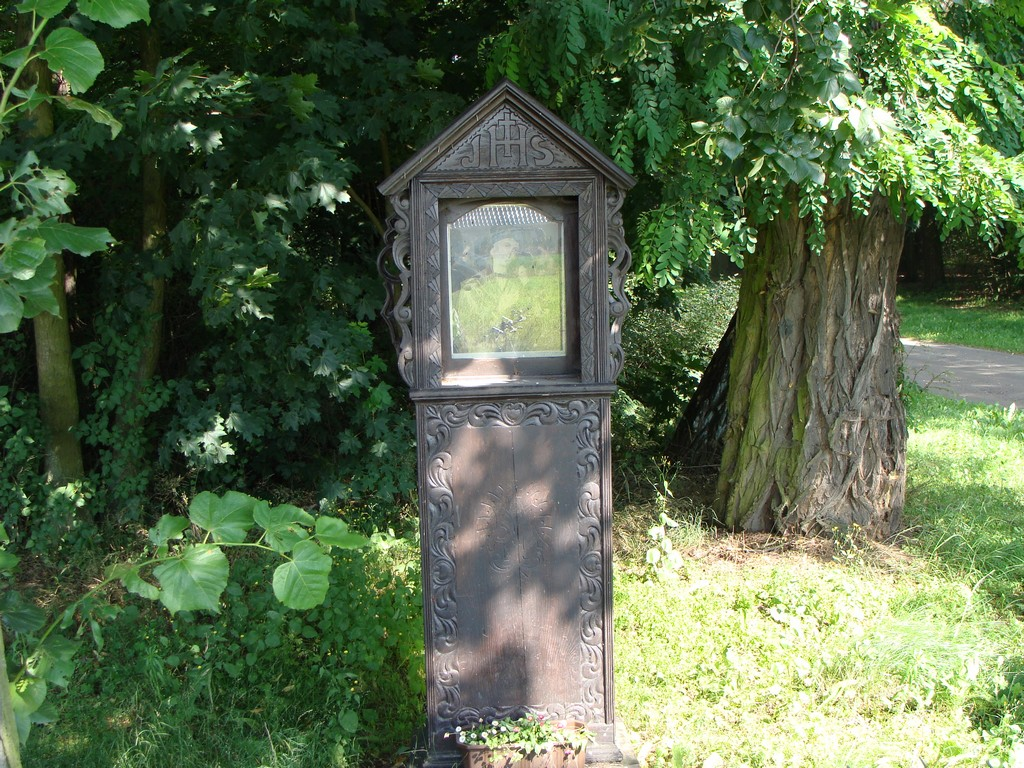
Kapliczka Matki Boskiej Nieustającej Pomocy

Mechlin – wieś w Polsce położona w województwie wielkopolskim, w powiecie śremskim, w gminie Śrem. Wieś położona wśród lasów i starorzeczy Warty, 5 km na północny wschód od Śremu, przy drodze powiatowej nr 4072 przez Dąbrowę.

## Historia
W latach 1954–1959 wieś należała i była siedzibą władz gromady Mechlin, po jej zniesieniu w gromadzie Śrem. W latach 1975–1998 miejscowość administracyjnie należała do województwa poznańskiego.
Pierwsza wzmianka o Mechlinie (Mechinevo) pochodzi z roku 1181, kiedy wieś należała do klasztoru Benedyktynów z Lubinia. W następnych latach była własnością rycerską Sepińskich z Mchów. W XVIII wieku Mechlin wchodził w skład majątku Kolegium Jezuitów w Poznaniu. Od 1773 właścicielami majątków mechlińskich byli Raczyńscy z Rogalina: Kazimierz Raczyński i Roger Maurycy Raczyński. We dworze ostatnie godziny życia spędził Edward Raczyński. W 1860 majątek w Mechlinie o pow. 3865 ha, na który składały się wsie: Dąbrowa, Grobelka, Kaleje, Luciny, Mateuszewo, Tesiny i Mechlin, kupił Mateusz Watta Skrzydlewski.

## Zabytki i osobliwości
Atrakcjami turystycznymi wsi są:
- Dwór – w parku krajobrazowym z 1814 zbudowany przez Edwarda Raczyńskiego, później wielokrotnie przebudowywany, od 1993 stanowi własność prywatną, mieści się w nim Ośrodek Turystyki, Rekreacji i Rehabilitacji; w 1941 opracowano tutaj plan pomocy jeńcom wojennym z niemieckiego obozu pracy przymusowej w Orzechowie[7];
- Park podworski – z końca XVIII wieku o powierzchni 6,3 ha, w nim wiele pomników przyrody, m.in.: 2 platany zachodnie o obwodzie 320 i 410 cm, 11 dębów szypułkowych o obwodzie 280 – 392 cm, jesiony wyniosłe, lipy, buki i dęby czerwone, park z ogrodzeniem i podwórzem gospodarskim jest zabytkiem prawnie chronionym[8][4];
- Głaz z tablicą – z 1995 roku z okazji 150. rocznicy śmierci Edward Raczyński;
- Kaplica cmentarna – neogotycka, z 1902 oraz cmentarz rodowy Watta Skrzydlewskich, zabytek znajduje się w gminnej ewidencji zabytków[9][10];
- Wiatrak Koźlak – z 1857;
- Kapliczka – z 1933, zbudowana z głazów pochodzących z wykopalisk archeologicznych;
- W gminnej ewidencji zabytków znajduje się budynek szkoły z 1912 roku, zabytkowe domy mieszkalne i budynki gospodarcze[9], kapliczka Matki Boskiej Nieustającej Pomocy przy parku, figura Matki Boskiej Niepokalanie Poczętej z 1880 w lesie przy drodze do Śremu oraz figura św. Wawrzyńca sprzed II wojny światowej[11][12];
- Przez okolice Mechlina wchodzącego w skład Zespołu Przyrodniczo-Krajobrazowego "Łęgi Mechlińskie" przebiegają znakowane szlaki rowerowe i piesze.

We wsi znajduje się kaplica pw. Chrystusa Króla konsekrowana 10 lipca 1984. Pozostałymi świątkami przydrożnymi Mechlina jest kapliczka Matki Boskiej Niepokalanie Poczętej sprzed II wojny światowej przy kaplicy cmentarnej, cztery krzyże przydrożne z 1957, sprzed II wojny światowej, z 1866 oraz z figurą Matki Boskiej Niepokalanie Poczętej.